# Edmund Honig
Edmund Honig (* 25. Februar 1814 auf der Domäne Rosenburg bei Magdeburg; † 18. Januar 1894 in Gralow, Kreis Landsberg (Warthe)) war ein deutscher Rittergutsbesitzer und Parlamentarier.

## Leben
Edmund Honig wurde als Sohn des Kriegsrats, Domänenpächter von Rosenburg und Rittergutsbesitzers von Gralow Christian Honig geboren. Nach dem Besuch des Pädagogium in Halle studierte er an der Rheinischen Friedrich-Wilhelms-Universität Bonn und der Friedrich-Wilhelms-Universität zu Berlin Rechtswissenschaft. 1834 wurde er Mitglied des Corps Borussia Bonn. Als Einjährig-Freiwilliger diente er beim 2. Dragonerregiment in Schwedt. Er war Besitzer des Rittergutes Gralow. Kommunalpolitisch engagierte er sich als Amtsvorsteher und Kreisdeputierter. Er war Abgeordneter zum Brandenburgischen Provinziallandtag.
Honig saß von 1866 bis 1870 über zwei Legislaturperioden für den Wahlkreis Frankfurt 2 (Landsberg, Soldin) im Preußischen Abgeordnetenhaus. Er gehörte der Fraktion der Konservativen Partei an.